# Appenwihr
Appenwihr je občina v departmaju Haut-Rhin francoske regije Alzacija.
Leta 2007 je v občini živelo 461 oseb oz. 60 oseb/km².